# زک لوید
زک لوید (انگلیسی: Zach Loyd؛ زادهٔ ۱۸ ژوئیهٔ ۱۹۸۷) یک بازیکن فوتبال اهل ایالات متحده آمریکا است.
وی همچنین در تیم ملی فوتبال ایالات متحده آمریکا بازی کرده است.